# تراث شعبي مورموني
التراث الشعبي المورموني هو تجسيد الثقافة التعبيرية لكنيسة يسوع المسيح لقديسي الأيام الأخيرة وأعضائهم من المجموعة الدينية والثقافية المتعلقة بالمورمونية. ويشمل الفولكلور المورمون الحكايات والتاريخ الشفوي، والمعتقدات الشعبية، والعادات، والموسيقى، والنكات، وتقاليد الثقافة الماديّة.

## معرض صور

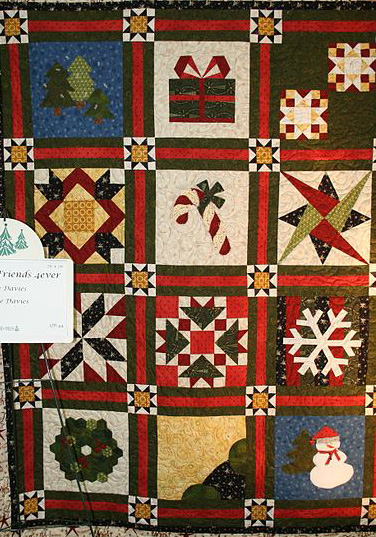
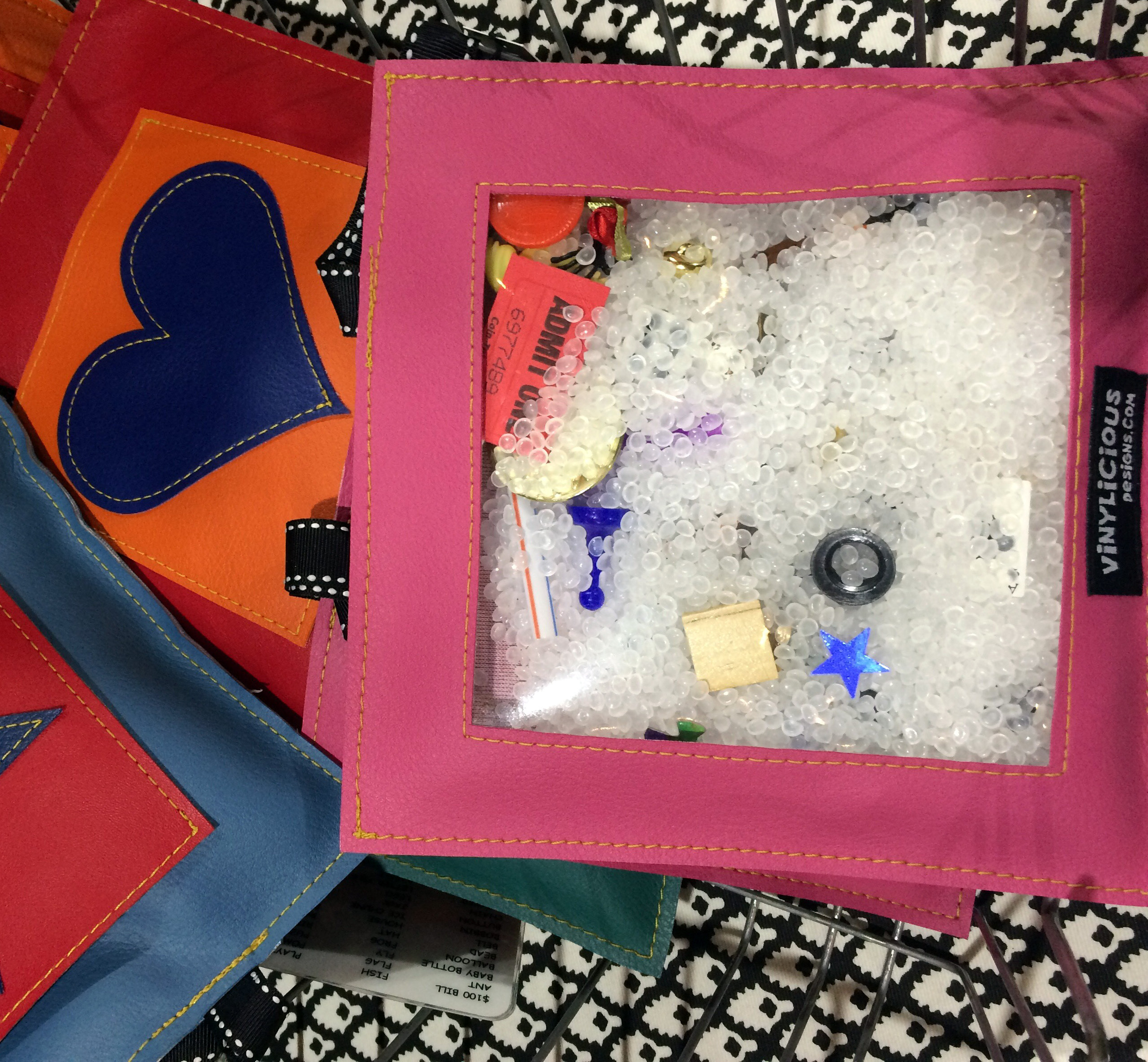
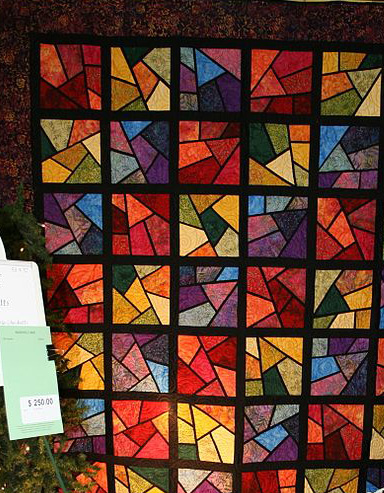
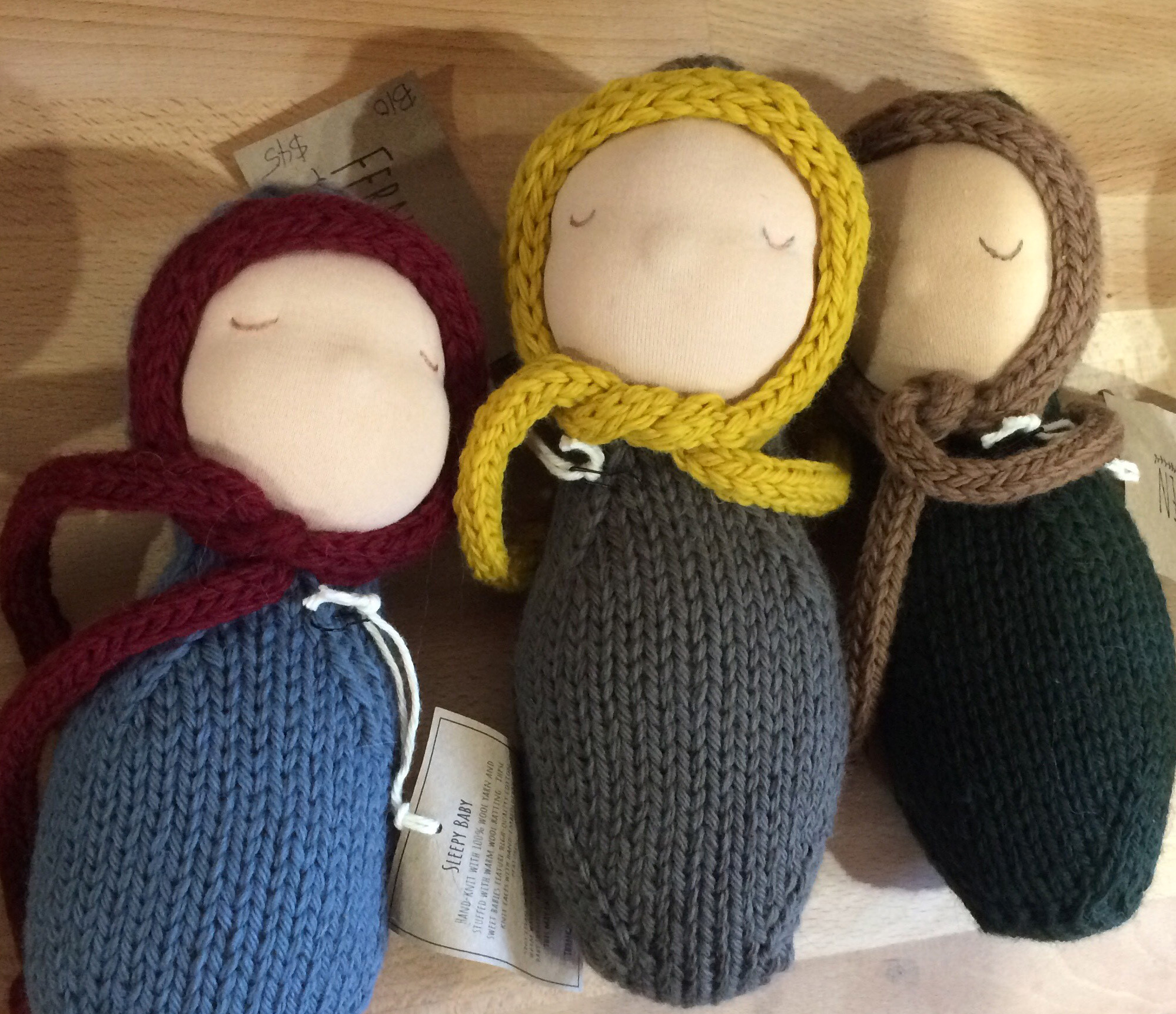
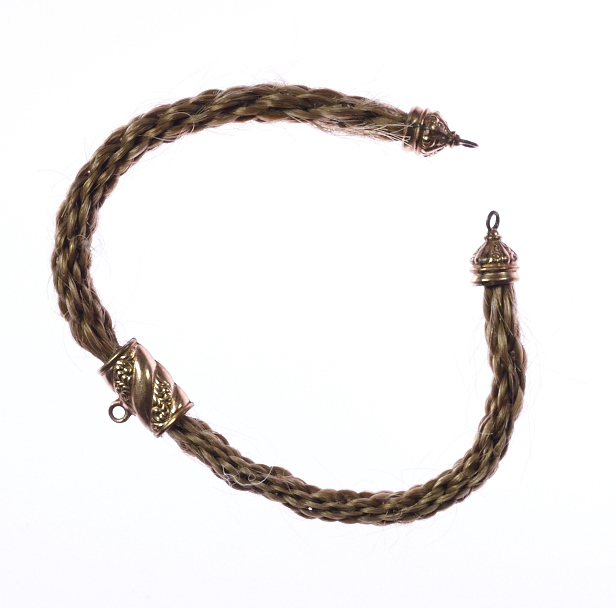